# Abelardo de Lamare

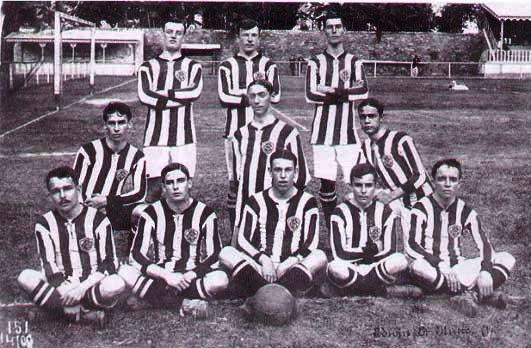
O Botafogo campeão carioca de 1910. Abelardo de Lamare é o terceiro jogador no chão e o primeiro da fileira do meio é seu irmão Rolando de Lamare. A foto contém outros três de origem paraense: os irmãos Emanuel Sodré (primeiro no chão), Benjamin "Mimi" Sodré (penúltimo) e Lauro Sodré Filho (último).

Abelardo de Lamare (Belém, 26 de novembro de 1892 — Rio de Janeiro, 10 de outubro de 1979) foi um futebolista brasileiro que atuou como atacante. Participou do primeiro jogo da Seleção Brasileira de Futebol, contra o Exeter City, em 1914, quando inclusive se tornou o primeiro nativo do Pará a jogar pela seleção.

## Origens
Ele e seus irmãos Rolando de Lamare (também presente naquela primeira partida do Brasil) e Adhemaro de Lamare eram filhos do contra-almirante Joaquim Ribeiro de Lamare, por sua vez filho de Joaquim Raimundo de Lamare, governador do Pará no século XIX, e também do Mato Grosso.
Joaquim Raimundo pertencia à nona geração de descendentes de Jean de la Mare, normando do século XVI e integrante das forças armadas de Henrique IV de França. Avô e bisavô de Joaquim Raimundo eram portugueses que comandaram frotas navais que transportaram a corte portuguesa ao Brasil na fuga da invasão napoleônica; filho de descendentes dinamarqueses de Jean de la Mare, o bisavô de Joaquim Raimundo foi o capitão do navio que trazia o futuro Dom Pedro I.
Joaquim Ribeiro, por sua vez, foi um dos primeiros presidentes do então Botafogo Football Club, entre 1912 e 1914, clube do qual Adhemaro participara do jogo de estreia, em 1904. Outro governador do Pará, Lauro Sodré, também tivera filhos integrantes da formação do clube: um deles, Emanuel, fora um dos fundadores.

## Carreira clubística
O primeiro título isolado do Botafogo no Campeonato Carioca de Futebol deu-se em 1910, tendo largo contingente de paraenses. Emanuel atuou ao lado de dois irmãos: além de Lauro de Almeida Sodré Filho, Benjamin de Almeida Sodré, o "Mimi", igualmente era filho de Lauro Sodré. Abelado, por sua vez, atuou ao lado do irmão Rolando de Lamare, e sagrou-se (com 22 gols) o artilheiro daquele estadual.
Na descrição de O Jornal, "Mimi foi mesmo considerado o maior meia de sua época na direita, enquanto na esquerda Abelardo de Lamare pontificava como estrela inigualável, formando com Emanuel Sodré outra grande ala"; Abelardo era descrito pelo Jornal do Commercio como um inside right "ágil e forte", que "dispõe de um kick vigorosíssimo com ambos os pés, sendo extraordinário nas rebatidas e trocas de passes".
Entretanto, em 1911, em clássico contra o América, Abelardo, junto com Flávio Ramos, envolveu-se numa briga com o jogador adversário Gabriel Carvalho,  que como consequências teve a invasão do Campo da Rua Voluntários da Pátria por torcedores. Devido à confusão, o Botafogo acabou abandonando o campeonato. Como pena, Abelardo de Lamare foi suspenso por um ano pela liga que organizava o Campeonato Carioca. O próprio Botafogo, em solidariedade "ao seu mais querido jogador" de então (nas palavras de O Jornal), também interrompeu suas atividades, até 1913.
Abelardo atuou em 44 jogos e marcou 66 gols, entre 1908 e 1919. Além do título estadual de 1910, também conquistando os seguintes troféus: Taça Interestadual (1910 – 7 x 2 A.A. Palmeiras) e Taça Prefeitura (1910 – 5 x 1 São Cristóvão A.C.). 

### Títulos
- Campeonato Carioca: 1910
- Troféu Interestadual Rio-São Paulo: 1910
- Artilharia do Campeonato Carioca: 1910 (22 gols)

## Seleção
O jogo de Abelardo contra o Exeter City em 1914 foi também seu único pela Seleção Brasileira, bem como do irmão Rolando de Lamare. Atuaram ao lado de Arthur Friedenreich na vitória de 2-1.
Antes, Abelardo também participara de um dos combinados considerados precursores dela: em 1910, jogando ao lado de Lauro Sodré Filho, fez um dos gols de honra na derrota de 5-2 para o Corinthian inglês, visto até a Primeira Guerra Mundial como equipe mais forte do mundo, inspirando tanto o Corinthians brasileiro (fundado naquele ano na repercussão da excursão dos britânicos) como o uniforme do Real Madrid.

## Após o futebol
Em paralelo ao futebol, tornou-se banqueiro, vindo a ser diretor-presidente do Banco Delamare na década de 1950; chegara a ser detido em 1916 precisamente por exaltar-se contra jornalistas que cobriam polêmica envolvendo seu pai em uma das empresas da família.